# Dominic Ongwen
Dominic Ongwen (nascido em 1975) é uma ex-criança-soldado de Uganda e ex-comandante de uma das brigadas do grupo guerrilheiro ugandense Exército de Resistência do Senhor (Lord's Resistance Army, LRA).
Foi detido em 2014 e em 2021 o Tribunal Penal Internacional o condenou por crimes de guerra e crimes contra a humanidade, incluindo assassinato, estupro, tortura e escravidão.

## Origens
Dominic Okumu Savio (seu nome de nascimento) nasceu no vilarejo de Choorum, condado de Kilak, distrito de Amuru, norte de Uganda por volta de 1975, o quarto filho de Ronald Owiya e Alexy Acayo, dois professores que moravam em Paibona. Seus pais, como a maioria dos outros habitantes de Acoliland na época, deram-lhe um nome falso e treinaram-no para usá-lo caso fosse sequestrado, para proteger o resto da família. Este nome, Ongwen, significa "nascido na época da formiga branca". Mais tarde, tornar-se-ia seu nome de guerra.

## Rapto
Ongwen foi sequestrado pelo Exército de Resistência do Senhor enquanto caminhava para a Escola Primária Abili em Koro. Segundo seu próprio depoimento, isso aconteceu em 1988, quando possuía quatorze anos. No entanto, tem sido frequentemente relatado que ele tinha nove ou dez anos, e também que foi carregado por outros prisioneiros até às principais bases militares do Exército de Resistência do Senhor porque era “muito pequeno para andar”.
Quando a mãe de Ongwen soube que ele tinha sido raptado, recusou-se a fugir com os outros aldeões, dizendo que estava pronta para enfrentar os rebeldes. Ao retornar, os aldeões a encontraram morta e seu pai também foi encontrado morto mais tarde.
De acordo com Private Eye, quando criança, Ongwen tentou escapar; quando capturado, foi forçado a esfolar um dos outros vivo. Mais tarde, obrigou prisioneiras a espancar outras prisioneiras até a morte e presidiu assassinatos por apedrejamentos.

## Carreira
Uma vez sequestrado, passou por cerimônias de iniciação que incluíam tortura e ser forçado a assistir a rituais violentos de pessoas sendo mortas. Foi posteriormente doutrinado sob a tutela de Vincent Otti, ainda criança, como combatente do Exército de Resistência do Senhor.
Em seguida, ascendeu na hierarquia, tornando-se major aos 18 anos e brigadeiro da Brigada Sinia, uma das quatro brigadas do Exército de Resistência do Senhor, aos vinte e tantos anos. Ongwen era membro do “Altar de Controle” que dirigia a estratégia militar da organização.

## Captura e prisão
Em 2013, os Estados Unidos ofereceram uma recompensa de 5 milhões de dólares (3,3 milhões de libras) por informações que levassem à sua prisão. No final de 2014, Ongwen escapou da detenção por ter desobedecido às ordens de Joseph Kony e por supostamente prestar auxilio ao Movimento de Libertação do Povo do Sudão na Oposição. Depois de escapar do campo perto de Songo, em Kafia Kingi, Ongwen encontrou pastores de gado nomades que o levaram para um grupo rebelde Seleka perto de Sam Ouandja, na República Centro-Africana. O antigo comandante do grupo Seleka contatou um comerciante em Mboki, que por sua vez telefonou para um trabalhador de uma ONG em Obo. Este último contatou as Forças Especiais dos Estados Unidos. Um helicóptero estadunidense enviado para Sam Ouandja recolheu Ongwen. Os Seleka inicialmente desconheciam a identidade de Ongwen, mas souberam disso depois que o caso se tornou público na mídia. O comandante do Seleka disse à RFI que esperava receber a recompensa prometida de 5 milhões de dólares. No entanto, a recompensa nunca foi paga e os estadunidenses jamais reconheceram publicamente o papel dos rebeldes Seleka na captura. Ongwen foi então transferido sucessivamente para as forças ugandenses, para as forças centro-africanas e, finalmente, para o TPI.
Durante o período entre a sua detenção e a sua transferência para o TPI, Ongwen participou em diversas atividades midiáticas, incluindo uma transmissão de rádio, reuniões com jornalistas e uma gravação de vídeo em que afirmava que se tinha rendido porque se apercebeu de que estava "desperdiçando seu tempo no mato" já que "o LRA não tem futuro". Ele instou outros insurgentes a retomarem suas vidas civis.